# Berliște (gmina)
Berliște – gmina w Rumunii, w okręgu Caraș-Severin. Obejmuje miejscowości Berliște, Iam, Milcoveni, Rusova Nouă i Rusova Veche. W 2011 roku liczyła 1164 mieszkańców.